# Europejski System Transferu Punktów
Europejski System Transferu Punktów (ECTS, ang. European Credit Transfer System) – zbiór procedur, które zostały opracowane przez Komisję Europejską, gwarantujących zaliczanie studiów krajowych i zagranicznych do programu realizowanego przez studenta w macierzystej uczelni. Komisja Europejska promuje w ten sposób współpracę pomiędzy uczelniami w zakresie wymiany studentów. ECTS jest częścią programu Socrates-Erasmus.
Europejski System Transferu Punktów jest wprowadzany w wielu uczelniach Europy. Jego zasadniczym celem jest stworzenie uregulowań prawnych i organizacyjnych dotyczących organizacji studiów oraz ujednolicenie sposobu studiowania w Europie.
Dzięki wdrożeniu ECTS europejscy studenci mają możliwość podjęcia lub kontynuacji studiów we wszystkich uczelniach realizujących projekt, a okres studiów odbyty na innych uczelniach może być w pełni uznany przez uczelnię macierzystą. Ułatwia to wyjazd na uczelnie zagraniczne, a także wymianę studentów między polskimi uczelniami, które wdrożyły ECTS.
W skład ECTS wchodzi standardowa skala ocen ECTS, która ma być stosowana jako uzupełnienie lokalnych (czyli narodowych) standardowych skal oceniania.
Program ECTS ma na celu ujednolicenie sposobu studiowania w Europie, a tym samym prowadzi do pełnego uznawania okresu studiów odbywanych za granicą i w Polsce.

## PunktyECTS
Punkty ECTS to punkty zdefiniowane w europejskim systemie akumulacji i transferu punktów zaliczeniowych jako miara średniego nakładu pracy osoby uczącej się, niezbędnego do uzyskania zakładanych efektów kształcenia.
Każda wartość powinna odzwierciedlać ilość pracy koniecznej do zaliczenia pojedynczego przedmiotu w stosunku do całkowitej ilości pracy wymaganej do zaliczenia pełnego roku studiów na danym wydziale. Pod uwagę brane są wszelkie formy nauki: wykłady, ćwiczenia, konwersatoria, zajęcia laboratoryjne, seminaria, prace semestralne, a także egzaminy oraz inne metody oceny. Punkty przyznawane są również za praktyki i przedmioty fakultatywne, składające się na integralną część programu studiów. W wykazie zaliczeń mogą jednak zostać wymienione również przedmioty niepunktowane.
60 punktów ECTS odzwierciedla wkład pracy wymaganej do zaliczenia pełnego roku akademickiego; na semestr przypada zwykle 30 punktów. Zakłada się, że wszystkie przedmioty w systemie ECTS należą do zasadniczego programu uczelni, według którego odbywają się studia stacjonarne. Uczestniczące w ECTS instytucje same wyznaczają wartości punktowe poszczególnych przedmiotów.
Przyporządkowane przedmiotom punkty przyznawane są studentom, którzy spełnią wszystkie warunki konieczne do zdania przedmiotu, np. przejdą wymagane egzaminy.
| Kraj/Grupa krajów                    | Punkty w ciągu roku | Nazwa                           |
| ------------------------------------ | ------------------- | ------------------------------- |
| Unia Europejska                      | 60                  | ECTS-credits                    |
| Anglia, Walia oraz Irlandia Północna | 120                 | credits                         |
| Estonia                              | 40                  | ainepunkt (AP)                  |
| Finlandia                            | 60                  | opintopiste                     |
| Holandia                             | 60                  | studiepunten                    |
| Norwegia                             | 60                  | studiepoeng                     |
| Szkocja                              | 120                 | Credits                         |
| Szwecja                              | 60                  | Högskolepoäng (College credits) |

Przestarzałe systemy:
| Kraj                     | Punkty w ciągu roku | Nazwa                 |
| ------------------------ | ------------------- | --------------------- |
| Finlandia (stary system) | 40                  | opintoviikko          |
| Niemcy (stary system)    | 40                  | Semesterwochenstunden |